# Kanton Doudeville
Kanton Doudeville is een voormalig kanton van het Franse departement Seine-Maritime. Het kanton maakte deel uit van het arrondissement Rouen. Het werd opgeheven bij decreet van 27 februari 2014 met uitwerking in maart 2015.

## Gemeenten
Het kanton Doudeville omvatte de volgende gemeenten:
- Amfreville-les-Champs
- Bénesville
- Berville
- Boudeville
- Bretteville-Saint-Laurent
- Canville-les-Deux-Églises
- Doudeville (hoofdplaats)
- Étalleville
- Fultot
- Gonzeville
- Harcanville
- Hautot-Saint-Sulpice
- Prétot-Vicquemare
- Reuville
- Saint-Laurent-en-Caux
- Le Torp-Mesnil
- Yvecrique